# Desa Kecepit (administrativ by i Indonesien, lat -7,37, long 110,18)
Desa Kecepit är en administrativ by i Indonesien.   Den ligger i provinsen Jawa Tengah, i den västra delen av landet, 400 km öster om huvudstaden Jakarta.